# Liesel Westermannová
Liesel Westermannová, provdaná Kriegová (* 2. listopadu 1944 Sulingen) je bývalá západoněmecká diskařka, členka klubu Bayer Leverkusen. Desetkrát vyhrála národní šampionát v hodu diskem, jednou ve vrhu koulí a dvakrát ve štafetě 4×100 m. Stala se první ženou, která překonala v disku šedesátimetrovou hranici, když 5. listopadu 1967 v São Paulo hodila 61,26 m. Svůj světový rekord ještě třikrát vylepšila na 62,54 m, 62,70 m a 63,96 m. Obsadila druhé místo na mistrovství Evropy v atletice 1966, vyhrála Univerziádu 1967, stříbrnou medaili získala na olympijských hrách 1968 i na mistrovství Evropy v atletice 1971. Na domácí olympiádě 1972 skončila pátá. Byla zvolena západoněmeckou sportovkyní roku 1967 a 1969. Po ukončení kariéry pracovala jako učitelka tělocviku, za Svobodnou demokratickou stranu byla poradkyní pro sport dolnosaské spolkové vlády a zaměřila se na boj proti dopingu.